# Tournoi pré-olympique masculin de la CONCACAF 2004
Navigation
Sydney 2000 Pékin 2008
Le tournoi pré-olympique de la CONCACAF 2004 est la onzième édition du tournoi pré-olympique de la CONCACAF, qui met aux prises huit sélections de football d'Amérique du Nord, d'Amérique centrale et des Caraïbes affiliées à la CONCACAF. La compétition se déroule au Mexique du 2 au 12 février 2004.
Le Mexique remporte le tournoi pour une cinquième fois après les éditions 1964, 1972, 1976 et 1996 et se qualifie pour les Jeux olympiques d'Athènes tandis que le Costa Rica s'assure une troisième présence de son histoire à l'épreuve olympique après 1980 et 1984.

## Villes et stades
| \| Guadalajara Zapopan \| |                     |
| \| Guadalajara Zapopan \| | Guadalajara         |
| ------------------------- | ------------------- |
| \| Guadalajara Zapopan \| | Stade Jalisco       |
| \| Guadalajara Zapopan \| | Capacité: 55 110    |
| \| Guadalajara Zapopan \| |                     |
| \| Guadalajara Zapopan \| | Zapopan             |
| \| Guadalajara Zapopan \| | Stade 3 de marzo    |
| \| Guadalajara Zapopan \| | Capacité: 18 779    |
| \| Guadalajara Zapopan \| |                     |
| \| Guadalajara Zapopan \| | Guadalajara Zapopan |

## Nations participantes
En tant que pays hôte, le Mexique est directement qualifié pour le tournoi. Toutes les autres sélections passent par les éliminatoires qui sont composés de deux tours. Vingt équipes participent au premier tour et sont rejointes par quatre (États-Unis, Honduras, Sainte-Lucie et Salvador) pour le second tour. Les sept vainqueurs rejoignent le tournoi final au Mexique.
| Zone  | Pays              | Qualification            | Participations | Meilleur résultat                      | Dernière participation | Participation aux Jeux olympiques (dernière participation) |
| ----- | ----------------- | ------------------------ | -------------- | -------------------------------------- | ---------------------- | ---------------------------------------------------------- |
| NAFU  | Mexique           | Pays hôte                | +8,            | Vainqueur (4) · 1964, 1972, 1976, 1996 | 2000                   | +8, (1996)                                                 |
| NAFU  | Canada            | Vainqueur du second tour | +5,            | Finaliste (2) · 1984, 1996             | 2000                   | +3, (1984)                                                 |
| NAFU  | États-Unis        | Vainqueur du second tour | +7,            | Vainqueur (2) · 1988 et 1992           | 2000                   | +13, (2000)                                                |
| UNCAF | Costa Rica        | Vainqueur du second tour | +5,            | Vainqueur (2) 1980, 1984               | 1996                   | +2, (1984)                                                 |
| UNCAF | Honduras          | Vainqueur du second tour | +3,            | Vainqueur (1) · 2000                   | 2000                   | +1, (2000)                                                 |
| UNCAF | Panama            | Vainqueur du second tour | +3,            | Quatrième (1) 1964                     | 2000                   | +0,                                                        |
| CFU   | Jamaïque          | Vainqueur du second tour | +3,            | Quatrième (2) 1972 et 1996             | 1996                   | +0,                                                        |
| CFU   | Trinité-et-Tobago | Vainqueur du second tour | +4,            | Finaliste (1) 1968                     | 1996                   | +0,                                                        |

## Compétition

### Règlement
Le règlement est celui de la FIFA relatif à cette compétition, des éliminatoires à la phase finale :
- une victoire compte pour 3 points ;
- un match nul compte pour 1 point ;
- une défaite compte pour 0 point.

Le classement des équipes est établi grâce aux critères suivants :
1. Plus grand nombre de points obtenus dans tous les matchs du groupe ;
2. Meilleure différence de buts dans tous les matchs du groupe ;
3. Plus grand nombre de points obtenus entre les équipes à égalité ;
4. Meilleure différence de buts dans tous les matchs du groupe entre les équipes à égalité ;
5. Plus grand nombre de buts marqués dans tous les matchs du groupe ;
6. Tirage au sort.

- Les deux premiers de chaque groupe sont qualifiés pour les demi-finales où le premier d'un groupe affronte le deuxième de l'autre.
- Les finalistes sont qualifiés pour les Jeux olympiques 2004.